# Dichelonyx backi
Dichelonyx backi är en skalbaggsart som beskrevs av Kirby 1837. Dichelonyx backi ingår i släktet Dichelonyx och familjen Melolonthidae. Utöver nominatformen finns också underarten D. b. arizonica.